# ミハイル・イゴルニコフ
ミハイル・イゴルニコフ（Mikhail Igolnikov 1996年10月15日- ）はロシア出身の柔道家。階級は90kg級。

## 経歴
2011年のヨーロッパカデ66kg級で優勝すると、世界カデでも決勝で磯田範仁を掬投で破って優勝した。2012年には81kg級まで階級を上げると、ヨーロッパカデで2階級制覇を果たした。2013年にはヨーロッパカデで3度目の優勝を飾ると、ヨーロッパユースオリンピックフェスティバルでも優勝するが、世界カデでは3位に終わった。2014年のユースオリンピックでは個人戦と団体戦でともに優勝するが、世界ジュニアでは個人戦で2位、団体戦では3位だった。2015年には階級を90kg級に上げると、ヨーロッパジュニアで3位、世界ジュニアでは5位だった。2016年のヨーロッパジュニアでは優勝した。2017年にはU23ヨーロッパ選手権で優勝した。2018年にはグランドスラム・デュッセルドルフの決勝でリオデジャネイロオリンピック金メダリストのベイカー茉秋を小外刈で破って優勝した。ヨーロッパ選手権では決勝で世界チャンピオンであるセルビアのネマニャ・マイドフを技ありで破って優勝した。2020年のヨーロッパ選手権ではオール一本勝ちで優勝した。2020年7月に日本武道館で開催された東京オリンピックでは準々決勝で世界チャンピオンであるスペインのニコロス・シェラザディシビリを絞め落として破るも、準決勝でジョージアのラシャ・ベカウリに敗れると、3位決定戦も敗れて5位にとどまった。2022年のグランドスラム・ウランバートルにはIJF名義で出場すると、決勝でウズベキスタンのダブラト・ボボノフを破って優勝した。2023年のグランドスラム・ウランバートルでは中立の立場で出場して、今大会2連覇を果たした。2024年6月にIOCは、ロシアによるウクライナへの軍事侵攻を積極的に支持する選手や軍関係者を除外するIOCの審査基準に該当するとして、イゴルニコフのパリオリンピック出場を拒否した。
IJF世界ランキングは3060ポイント獲得で6位(25/5/12現在)。

## 主な戦績
66kg級での戦績
- 2011年 - ヨーロッパカデ　優勝
- 2011年 - 世界カデ　優勝

81kg級での戦績
- 2012年 - ヨーロッパカデ　優勝
- 2013年 - ヨーロッパカデ　優勝
- 2013年 - ヨーロッパユースオリンピックフェスティバル　優勝
- 2013年 - 世界カデ　3位
- 2014年 - ユースオリンピック　個人戦　優勝　団体戦　優勝
- 2014年 - 世界ジュニア　個人戦　2位　団体戦　3位

90kg級での戦績
- 2015年 - ヨーロッパジュニア　個人戦　3位　団体戦　優勝
- 2015年 - 世界ジュニア　個人戦　5位　団体戦　3位
- 2016年 - ヨーロッパジュニア　優勝
- 2017年 - グランプリ・トビリシ　2位
- 2017年 - U23ヨーロッパ選手権　優勝
- 2018年 - グランドスラム・デュッセルドルフ　優勝
- 2018年 - ヨーロッパ選手権　優勝
- 2018年 - 世界団体　3位
- 2018年 -　グランドスラム・アブダビ　優勝
- 2018年 -　ワールドマスターズ　3位
- 2019年 - グランドスラム・デュッセルドルフ　3位
- 2019年 - ミリタリーワールドゲームズ　優勝
- 2019年 -　オセアニアオープン・パース　優勝
- 2020年 -　グランドスラム・ブダペスト　優勝
- 2020年 - ヨーロッパ選手権　優勝
- 2021年 -　ヨーロッパ選手権　3位
- 2021年 -　東京オリンピック　5位
- 2021年 -　東京オリンピック混合団体　5位
- 2022年 -　グランドスラム・ウランバートル 優勝
- 2023年 -　グランドスラム・ウランバートル　優勝
- 2023年 -　グランドスラム・バクー　優勝
- 2023年 -　グランドスラム・東京　3位
- 2025年 - グランドスラム・アスタナ　優勝

(出典、JudoInside.com)